# Šigemaru Takenokoši
Šigemaru Takenokoši (15. únor 1906 – 6. říjen 1980) je bývalý japonský fotbalista.

## Reprezentace
Šigemaru Takenokoši odehrál 5 reprezentačních utkání.

## Statistiky
| Japonsko | Japonsko | Japonsko |
| Roky     | Záp.     | Góly     |
| -------- | -------- | -------- |
| 1925     | 1        | 0        |
| 1926     | 0        | 0        |
| 1927     | 2        | 1        |
| 1928     | 0        | 0        |
| 1929     | 0        | 0        |
| 1930     | 2        | 0        |
| Celkem   | 5        | 1        |